# Діти-404 (фільм)
«Діти-404» (англ. Children 404) — канадсько-російський документальний проект, який розповідає про життя підлітків з гомосексуальною орієнтацією у Росії. Діти-404 — це також фільм про ЛГБТ-підлітків, які хочуть довести суспільству, що вони існують, а не є наслідком «західної пропаганди». Режисери стрічки — Павло Лопарєв та Аскольд Куров. Прем'єра у світі відбулася 23 серпня 2014 року.
Кошти на фільм були зібрані громадянами Канади. Прем'єра фільму відбулася 28 квітня 2014 року у Канаді, та 23 серпня 2014 року у Росії і викликав чималий резонанс серед критиків.
Цього року 2,5 мільйони ЛГБТ-дітей в Росії залишилися без можливості підтримки. Тепер, згідно з новим законом «про заборону пропаганди нетрадиційних сексуальних відносин серед дітей» сказати їм, що вони нормальні — це злочин.

## Про фільм
З 2013 року в Росії почав діяти закон, який встановив серйозну відповідальність за пропаганду серед юнаків та дівчат до 18 років одностатевих сексуальних відносин, будь-то художній твір, відеозапис чи пісня. ЛГБТ-підлітки зіткнулися з ситуацією, коли їх ображають і цькують, вважають грішниками, хворими та ненормальними. У фільмі «Діти 404» сорок п'ять російських юнаків та дівчат поділилися своїми історіями в анонімних інтерв'ю або відео-щоденниках. Документальні свідчення таких дітей зібрані на проекті з назвою «Діти 404» — як поширена в Мережі "Помилка 404, повідомлення про сторінку, яка не знайдена. Мета авторів фільму — привернути увагу до існуючої проблеми, навчити людей проявляти співчуття і розуміння до таких молодих людей, адже і вони мають право бути собою.
Документальний проект «Діти 404» — це можливість для ЛГБТ-підлітків перестати нарешті бути невидимими і розповісти свої історії глядачам.

### Передісторія створення
Документальну стрічку почали знімати два російських активіста, імена яких спочатку не розголошувалися, а підтримали професор Університету Конкордії Томас Во, викладач того ж вузу Райан Конрад (Ryan Conrad) і засновники студії Cinema Politica Езра Уїнтон і Свєтла Турнін. Пожертви внесли більше 100 осіб, за повідомленням Daily Xtra.
Професор Конрад розповідає, що вирішив підтримати російських кіношників через політичну ситуації в країні. Після прийняття закону про заборону гей-пропаганди серед неповнолітніх зйомки кіно на гей-тему в Росії є незаконними, тому до завершення фільму підключилися канадські кінематографісти.. Після зйомок фільму, стало відомо, що режисерами були Павло Лопарєв та Аскольд Куров.

## Критика та скандали

### Скандал на прем'єрі
Намічена 23 квітня на 19:30 прем'єра документального фільму «Діти 404», присвяченого долі російських ЛГБТ-підлітків, в московському центрі Artplay, була зірвана. З'явилися люди, які видавали себе за дружинників, за підтримки поліції, передавав із зали кореспондент «Сітібума». Один поліцейський заблокував вихід із залу, а дружинники з георгіївськими стрічками і плакатами «Західна розпуста не пройде» перевіряли документи і шукали неповнолітніх. Дружинників було близько десяти чоловік. Ближче до 21.00 до них на допомогу приїхав ще один наряд поліції з автоматами. У залі було близько 200 глядачів, і нікого не випускали.
Глядачів із залу і раніше не випускали. На вході стояли бабусі з іконами та поліцейські. З'явився слідчий. Всім було повідомлено, що будуть випускати тільки по документам. В той час у залі йшло обговорення фільму. Вказівки співробітникам поліції давала жінка в цивільному. Тих, хто пред'явив документи, почали випускати, люди намагалися виходити групами, побоюючись нападу православних активістів. За словами організаторів показу, у них вилучили їх єдину копію фільму. На місце подій прибули правозахисники з «Меморіалу», а провокатори, які ініціювали напад, пішли. Документаліст Марина Разбежкіна, у якій навчався один з авторів фільму Аскольд Куров, заявила, що буде знято продовження фільму.
За словами присутньої на показі режисера Марини Розбєжкіної, «православні активісти» належать до кола скандально відомого Дмитра Енте. Самого його серед них не було. Приблизно половина глядачів розійшлася, а ті, що залишилися продовжували обговорення фільму. Поліція стояла на виході і за пред'явленням паспорта випускає охочих вийти.

### Зрив показу на кінофестивалі «Пліч-о-пліч»
23 листопада співробітники поліції зірвали чергові сеанси Міжнародного ЛГБТ-кінофестивалю «Пліч-о-пліч». Увечері поліцейські приїхали обстежити приміщення проекту «Поверхи» на Ліговському проспекті після дзвінка про замінування. Всіх учасників кінофестивалю попросили залишити приміщення. 21 листопада, в день відкриття кінофестивалю «Пліч-о-пліч», також надходило анонімне повідомлення про замінування. Воно виявилося неправдивим. У червні Світовий суд визнав кінофестиваль «Пліч-о-пліч» «іноземним агентом» і засудив до штрафу 500 тисяч рублів. Згодом райсуд підтвердив це рішення, знизивши штраф до 400 тисяч рублів. 9 жовтня міський суд Петербурга скасував рішення нижчих інстанцій і звільнив фестиваль від сплати штрафу.

### Спроба зриву закритого показу у клубі «Clumba»
23 квітня в клубі «Clumba» була призначена закрита прем'єра фільму «Діти 404». Організаторами показу були — Colta.Ru і Фонд Генріха Бьолля, які заздалегідь оголосили реєстрацію і попередили, що показ — тільки для глядачів, які досягли 18 років. До 19:30 зал був повний, люди сиділи навіть на підлозі на подушках біля екрану. Раптом щось сталося. Стало дуже шумно. В зал увійшла група людей з камерами і зажадала припинити показ. Глядачі намагалися це ігнорувати і дивитися фільм навіть тоді, коли через вигуки, які ввірвалися неможливо було розчути слова героїв. Включили світло. Глядачі з перших рядів стали підводитися, щоб озирнутися назад — там, біля проектора, щось відбувалося. Невідомі, що увірвалися до клубу, звинуватили всіх глядачів і організаторів показу в пропаганді гомосексуальності серед неповнолітніх. При цьому абсолютно точно жодної дитини в залі не було — умови покази були заздалегідь позначені як 18+.
Група людей, що ввірвалися (як пізніше з'ясувалося — це були активісти з кола скандально відомого блогера Дмитра Енте) прийшла в супроводі міліції. Здавалося, показ припинився. Стали звучати вимоги перевірити паспорти у всіх присутніх. Поліція стала біля входу в зал. Хвилин 15 протривало це замішання, після чого заступник головного редактора сайту Colta.ru Михайло Ратгауз попросив усіх зайняти свої місця. Світло згасло, фільм продовжився. Поліція залишилася і встала біля входу.
Активісти Енте ще якийсь час перебували в залі, але бачачи, що поліція більше не буде втручатися в процес, вийшли. Пізніше представник поліції, що знаходився в залі до закінчення заходу, прокоментував, що дзвонили 02 не тільки активісти, але і співробітники клубу «Clumba».

### Скандал на кінофестивалі «Меридіани Тихого» у Владивостоці
Також, фільм про ЛГБТ-неповнолітніх обернувся скандалом для кінофестивалю «Меридіани Тихого» у Владивостоці. Квитки на картину «Діти 404», якою був привласнений рейтинг 18+, продавалися глядачам без перевірки паспорта або іншого документа. Розслідування цього інциденту почав «Народно-патріотичний канал Росії», співробітники якого власне і виявили цей факт. «Народно-патріотичний канал Росії» почав своє розслідування про показ кінострічки «Діти 404», яку демонстрували у Владивостоці в рамках 12-го Міжнародного кінофестивалю «Меридіани Тихого», прямо під час фестивалю. Журналісти телеканалу звернулися до керівника фестивалю Юхима Звеняцкого за коментарями. Позиція керівника театру Горького була дуже категорична. Куратор кінопрограм Наталя Тимофєєва повідомила журналістам, що вибір цього фільму для показу — це рішення всієї відбіркової комісії, куди входить вона, Юрій Гончаров та Андрій Василенко. Андрій Василенко вважає, що дана картина є актуальним фільмом, тому що піднімає актуальну тему. В рамках соціального експерименту активісти «Народно-патріотичного каналу Росії» підіслали до кас в кінотеатрі неповнолітніх, заручившись згодою їх батьків на експеримент. Як виявилося, діти змогли спокійно купити квитки — документи у них ніхто не питав.
РІА PrimaMedia намагалося зв'язатися з головним за відбір фільмів Юрієм Гончаровим, але він виявився недоступний. Однак журналісти агентства вирішили звернутися до громадськості, і зокрема до відомого владивостоцького блогеру\а Майї Шалунової. На думку блогера, до розслідування даної ситуації фактичного порушення закону РФ про заборону гей-пропаганди серед неповнолітніх повинні активно підключитися правоохоронні та наглядові органи.